# Larraul
Larraul és un municipi de Guipúscoa, al País Basc.

## Eleccions municipals 2007
Dos partits van presentar llistes per a l'ajuntament en 2007. Una candidatura independent per Larraul, i el Partit Popular. Aquests van ser els resultats: 
- Independents per Larraul : 43 vots (5 escons)
- Partit Popular : 0 vots (0 escons)

Això va donar com vencedor a l'actual alcalde Ion Urkaregi Garmendia per part del seu partit independent, i va fer que el Partit Popular no assolís cap representació en l'ajuntament a causa del fet que no va collir ni un sol vot en tota la localitat.

## Cultura
Larraul compta amb un Museu Etnográfico. Les peces que es poden veure en ell són de diferents èpoques i ensenyen la vida i els costums del caseriu basc.

## Personatges cèlebres d'aquest municipi
- Jexux Mari Irazu (1972): bertsolari.
- Francisco de Tolosa (segle xvi): va ser general de l'orde franciscà, així com bisbe de Tui.